# よい子の味方 (2004年のテレビドラマ)
『よい子の味方』（よいこのみかた）は、2004年6月7日から7月16日までTBS「愛の劇場」枠で放送された昼のテレビドラマである。毎週月曜日 - 金曜日13:00 - 13:30放送。全30回。
佐香厚子原作の人気女性コミック『よい子の味方 スーパーシッター』（小学館）のテレビドラマ化である。
安達祐実は昼の帯ドラマ初出演で、なおかつ初主演となった作品。「愛の劇場」35周年企画の第4弾。

## あらすじ
東に泣いている子がいれば駆けつけ、西にお腹を空かせている子がいれば飛んでいく。よい子の味方、スーパーシッター、白倉ナオミが今日も行く!

## キャスト
- 白倉ナオミ - 安達祐実
- 赤城亜矢 - 若林志穂
- 緑川清子 - 渋谷琴乃
- 青山洋平 - 阿部薫
- 三崎銀子 - 山田スミ子
- 三崎 花 - 浅井江理名
- 三原伸子 - 星野有香
- 三原慎太 - 齋藤裕磨
- 三原圭太 - 飯泉諒
- 武田 篤 - 前田耕陽
- 五十嵐多恵 - 大森暁美
- 五十嵐美香 - 春木みさよ
- 五十嵐徹 - 山口粧太
- 五十嵐太郎 - 井家良輔
- 五十嵐次郎 - 大久保拓真
- 伊東雅美 - 増田未亜
- 伊東達也 - 井田國彦
- 伊東由香 - 山内菜々
- 田代伶子 - 街田しおん
- 西村圭介 - 田付貴彦
- 立川 萌 - 大谷允保
- 大野 悟 - 小林正寛
- 松浦 豊 - 唐渡亮
- 八条須磨子 - 鳳八千代
- 八条雅史 - 樋口浩二
- 高品元三 - 石橋雅史
- 四方俊平 - 佐藤亮太
- 八条雄太 - 大隅祐輝
- 香坂道子 - 宮崎彩子
- 香坂裕二 - 篠原秀豊
- 柏木亮太郎 - 山村建仁
- 香坂可奈子 - 原田舞美
- 香坂和人 - 猪腰真之介
- ミスターK - 井上順
- 金子笑子 - 阿知波悟美
- ナレーション - 小馬正

## スタッフ
- 企画 - 安倍純子（TBS）
- 原作 - 佐香厚子「よい子の味方 スーパーシッター」小学館 Judy Comics刊より
- 脚本 - 高橋ナツコ、清水喜美子
- 演出 - 大井利夫、岩寺秀廣、皆川智之
- プロデューサー- 大久保直実、若槻佐知子
- 制作 - ビデオフォーカス
- 製作 - TBS

## 主題歌
- 「天下無敵の愛」

作詞：斉藤由貴　作曲 / 編曲：崎谷健次郎　歌：酒井法子（ビクターエンタテインメント）